# Мар'янівка (Бердичівський район)
Мар'я́нівка — село в Україні, у Ружинській селищній громаді Бердичівського району Житомирської області. Населення становить 161 осіб.
Колишній орган місцевого самоврядування — Дерганівська сільська рада.

## Транспорт
За 3 км від села знаходиться залізнична станція Чернячий Хутір, де можна сісти на приміські дизель-поїзди Козятин-Погребище, Козятин-Жашків і Козятин-Христинівка.